# Christopher Caudwell
Christopher Caudwell (eigentlich: Christopher St. John Sprigg; * 20. Oktober 1907 in Putney bei London; † 12. Februar 1937 am Jarama, Spanien) war ein englischer Autor und marxistischer Theoretiker.

## Leben
1907 in Putney bei London geboren, brach er, sechzehnjährig, seine Schullaufbahn an der Benediktiner-Schule von Ealing ab und arbeitete zunächst drei Jahre als Reporter am „Yorkshire Observer“. Nach der journalistischen Tätigkeit in einer Provinzzeitung trat Caudwell in einen Londoner Verlag für Luftfahrtwesen ein, zunächst als Redakteur, aber bald schon wurde er dessen Direktor. Neben seiner Tätigkeit als Luftfahrtingenieur und Herausgeber von Fachbüchern und der Zeitschrift „Aircraft Engineer“ schrieb er sieben Kriminalromane, Kurzgeschichten und Gedichte. Im Mai 1935 erschien unter dem Pseudonym „Caudwell“ der Roman „This my hand“.
Seit dem Sommer 1935 beschäftigte sich Caudwell (in Cornwall) eingehend mit den Schriften von Marx, Engels und Lenin. Im gleichen Jahr begann er, in London, mit der Arbeit an seinem Werk „Illusion and Reality - A Study of the Sources of Poetry“ und trat der Kommunistischen Partei Großbritanniens bei.
Nach einer Reise nach Paris und Berührungen mit der linken „Volksfrontbewegung“ in Frankreich, kehrte er nach London zurück, überarbeitete „Bürgerliche Illusion und Wirklichkeit“ und begann mit den Arbeiten an „The Crisis in the Physics“.
Caudwell war ein disziplinierter Schriftsteller, der sich seinen Arbeitstag minutiös einteilte; daneben agitierte er für die kommunistische Partei.
Nach dem Ausbruch des Spanischen Bürgerkrieges fuhr er nach Spanien und trat am 11. Dezember 1936 in das Britische Bataillon der Internationalen Brigaden ein. Am 12. Februar 1937 starb Christopher Caudwell in der Schlacht am Jarama.

## Rezeption
Christopher Caudwell war zeitlebens ein Außenseiter, der sowohl im englischen Literaturbetrieb wie auch in der Parteihierarchie der kommunistischen Partei keine wesentliche Rolle eingenommen hat. So geriet er nach seinem Tod zunehmend in Vergessenheit. Erst in den fünfziger Jahren begann die kommunistische Partei, seine Positionen zu diskutieren.
In England und Deutschland ist die Beschäftigung mit seinen Schriften nach wie vor eher marginal; in den USA bezeichneten ihn René Wellek und Peter Demetz jedoch als „einzig ernstzunehmenden Erben Mehrings und Plechanows“. Sie „betrachteten seinen Versuch, „Marxismus und Anthropologie“ zu einer neuen Theorie von den Ursprüngen der Dichtung zu vereinen, als absolut gelungen.“ Die bisher gründlichste Studie über Caudwell publizierte Samuel Hynes.
Der deutsche Komponist Helmut Lachenmann schrieb 1977 sein Stück Salut für Caudwell, in dem zwei Gitarristen u. a. einen Text von Caudwell rezitieren.

## Bürgerliche Illusion und Wirklichkeit
Das Werk „Bürgerliche Illusion und Wirklichkeit“ unternimmt den Versuch, die Entstehung der Poesie, ihren Begründungszusammenhang aus den ökonomischen Gegebenheiten der jeweiligen Gesellschaften und ihre geschichtliche Entwicklung aus dem Blickfeld einer materialistischen Ästhetik zu interpretieren.

### Thesen
- Das Leben ursprünglicher Stämme bringt die Poesie als kollektive Kulthandlung hervor. Durch die Poesie wird eine Welt imaginiert; ein realer Gegenstand, ein Ziel, z. B. die Ernte, wird ein phantastisches Objekt:

„Der nicht vorhandene wirkliche Gegenstand erscheint als phantastisches Objekt in der Vorstellungswelt. Der Mensch wird durch die Heftigkeit des Tanzes, den Lärm der Musik und den hypnotischen Rhythmus der Verse aus der gegenwärtigen Wirklichkeit, in der es noch keine Ernte gibt, in eine Phantasiewelt versetzt, in der diese Dinge phantastisch existieren.“
Diese Imagination, so Caudwell, liefere den Mitgliedern des Stammes die Energie, für die Gestaltung ihrer Wirklichkeit tätig zu werden.
- Poesie (daraus entstehende Religion) und Magie (sowie daraus entstehende Wissenschaft) entstehen aus der ökonomischen Notwendigkeit der Gestaltung der Umwelt und sind zugleich Ausdruck gemeinsamer, gesellschaftlichen Erfahrungen.
- Mit zunehmender Arbeitsteilung und der Entstehung von Klassen separiert sich eine Welt der „Arbeitenden“ und eine der „Genießenden“; Kunst und Religion werden vom ursprünglich gesellschaftlichen Zusammenhang abgekoppelt und damit entfremdet.
- Die Poesie wird zu einer Welt des Wunschdenkens, die ihren Bezug zur realen Veränderung gesellschaftlichen Bedingungen verliert.[6]
- Mit der Entstehung der Bourgeoisie wird die Kunst Ausdruck dieser Klasse. Caudwell spricht der Bourgeoisie einen revolutionären Impetus zu: „Diese Klasse gelangte allmählich zur Herrschaft, aber ihre Existenzbedingung besteht in der ständigen Revolution der Produktionsmittel, folglich der Produktionsverhältnisse und zugleich der gesamten gesellschaftlichen Verhältnisse.“[7]
- Der Kapitalismus bewirkt die zunehmende Gegenüberstellung von Kunst und Leben; gleichzeitig entfalten sich durch den Zwang der Verhältnisse die künstlerischen Ausdrucksmittel der Poesie. Caudwell liefert einen groben geschichtlichen Überblick über die Merkmale der bürgerlichen Poesie mit Bezug auf deren historische Bedingungen von 1550–1930.[8]
- Im X. Kapitel „Die Traumarbeit der Poesie“[9] zieht Caudwell Bezüge zwischen Traum und Poesie. Die Poesie nimmt, wie der Traum, eine emotionale Haltung zur Welt ein, reflektiert jedoch immer die gesellschaftlichen Bedingungen ihrer Entstehung:

„Die Poesie färbt die Welt der Wirklichkeit mit affektiven Tönungen. Die affektiven Tönungen sind nicht ‚hübsch‘, denn es handelt sich um die wirkliche Welt der Notwendigkeit und große Poesie verhüllt die Blöße der äußeren Notwendigkeit nicht, nur um sie mit dem Glanz des Interessanten zu umgeben.“
Poesie ist durch ihre gesellschaftliche Bedeutung, im Gegensatz zum Traum, schöpferische Arbeit.
- Im XII. Kapitel „Die Zukunft der Poesie“[12] rekapituliert Caudwell seine Thesen und stellt die durch die Klassengesellschaft bedingte zunehmende Entfremdung und Spezialisierung kultureller Ausdrucksformen dar:

„Die große Masse der Menschen liest die Poesie nicht mehr, empfindet sie nicht mehr als Notwendigkeit, versteht sie nicht mehr, weil sich die Poesie mit der Entwicklung ihrer Technik vom konkreten Leben abgewendet hat; dabei bildet diese Entwicklung nur das Gegenstück eines ähnlichen Vorgangs in der Gesellschaft insgesamt.“
Er endet mit der Vision einer kommunistischen Poesie, die sich wieder bewusst und kollektiv der Gestaltung der Wirklichkeit zuwendet:
„Die kommunistische Poesie wird vollständig sein, weil sich der Mensch seiner eigenen Notwendigkeit ebenso bewußt wird wie der äußeren Wirklichkeit.(...) So ist die Kunst eine der Voraussetzungen für die Selbstverwirklichung des Menschen und zugleich eine seiner Wirklichkeiten.“